# George Hermann Hintzen
George Hermann Hintzen (Ámsterdam, Países Bajos; 6 de enero de 1851 - † Róterdam, Países Bajos; 18 de noviembre de 1932) fue un banquero, empresario y político neerlandés.

## Carrera
Después de la escuela primaria en Ámsterdam, fue al internado de Landholt en Vianen (1863-1866) y a la Escuela Civil Superior en Ámsterdam (1866-1868). Posteriormente, se convirtió en empleado de la empresa tabacalera Wuste & Hintzen en Ámsterdam, y realizó una pasantía en oficinas comerciales en Londres y El Havre. De 1874 a 1888 fue comerciante en Philippi & Co. en Róterdam.
Entre 1888 y 1897, Hintzen fue miembro de la Cámara de Representantes de los Estados Generales, con una breve interrupción en 1894. Habló regularmente en la Cámara, especialmente sobre asuntos en los que tenía un interés profesional (comercial), como las Indias, presupuesto, asuntos diplomáticos, asuntos sociales, y los ferrocarriles. Además, se centró regularmente en asuntos relacionados con la marina, la guerra, los servicios postales, los impuestos y el sufragio.
En 1897 fue nombrado regidor de Finanzas de Rotterdam, donde permanecería hasta 1903. Luego se convirtió en socio de la casa bancaria 'R. Mees' en Zonen.
Además de sus funciones habituales, Hintzen tenía varios puestos adicionales. Fundó la Asociación para la Mejora de la Ayuda a los Pobres, y la presidió entre 1878 y 1920 y fue presidente de la Junta Directiva de Koninklijke Pakketvaart Maatschappij. También fue miembro de la Comisión Estatal Pijnacker Hordijk sobre seguros de trabajadores (1895-1898) y de la Comisión Estatal Godin de Beaufort sobre la situación financiera de los municipios (1903-1906). Durante su período de trabajo como banquero, fue miembro de varios consejos de supervisión.
En 1896, como miembro de la comisión para la preparación de la ley de quiebras, Hintzen fue nombrado Caballero de la Orden del León de Holanda, en 1900 fue nombrado miembro de la Legión de Honor como miembro de la Comisión Holandesa para la Exposición Mundial, en 1921 fue nombrado Comandante de la Orden de Orange-Nassau. En 1928, la Nederlandsche Handels-Hoogeschool le otorgó un doctorado honorario en ciencias comerciales.

## Familia
Hintzen era hijo de Hendrik Christian Hintzen y Johanna Quien. Contrajo matrimonio en Róterdam en 1888 con Theodora Jacoba s'Jacob (1861-1941).